# Cena Václava Jíry
Cena Václava Jíry (plným názvem Cena JUDr. Václava Jíry, někdy jen Cena Dr. Václava Jíry) je Českomoravským fotbalovým svazem každoročně udělována osobnostem, které se významně zasloužily o rozvoj českého fotbalu. Cena je pojmenována po Václavu Jírovi (1921–1992). Oceňováni tak bývají bývalí vynikající hráči či dlouholetí obětaví trenéři a funkcionáři. Cena má dva stupně:
- „Velkou plaketu“ — tu dostávají obvykle tři vybrané osobnosti
- „Malou plaketu“ — udělovaná osobnostem rozvíjejícím fotbal v krajích České republiky (například v roce 2010 bylo tímto stupněm oceněno více než 700 funkcionářů)[1]

## Laureáti „Velké plakety“

### Rok 1993
- Josef Bican[3]
- František Plánička[3]
- Václav Ježek[3]

### Rok 1994
- Ladislav Novák[3]
- Jan Říha[3]
- Josef Masopust[3]

### Rok 1995
- František Havránek[3]
- Karel Novák[3]
- Tomáš Pospíchal[3]

### Rok 1996
- Svatopluk Pluskal[3]
- Josef Jelínek[3]
- Andrej Kvašňák[3]

### Rok 1997
- Josef Kadraba[3]
- Jan Lála[3]
- Josef Ludl[3]

### Rok 1998
- Jiří Tichý[3]
- Jaroslav Cháňa[3]
- Josef Vojta[3]

### Rok 1999
- Václav Mašek[3]
- František Schmucker[3]
- František Steiner[3]

### Rok 2000
- František Harašta[3]
- Tadeáš Kraus[3]
- Jaroslav Šálek[3]
- Zdeněk Šálek[3]

### Rok 2001
- Ján Geleta[3]
- Jiří Feureisl[3]
- Ivo Urban[3]

### Rok 2002
- Ing. Rudolf Baťa[3]
- JUDr. Zdeněk Poláček[3]
- JUDr. Zdeněk Franc[3]

### Rok 2003
- Milouš Kvaček[3]
- Zdeněk Zikán[3]
- Milan Navara[3]

### Rok 2004
- František Veselý[3]
- Jiří Pešek[3]
- Vlastimil Bubník[3]

### Rok 2005
- Alexej Bokšay[3]
- Ladislav Hlaváček[3]
- Miloslav Jícha[3]

### Rok 2006
Ocenění bylo předáno 9. května 2007 v Národním domě na pražském Smíchově.
- Jiří Hledík[3][4]
- PaedDr. PhDr. Zdeněk Fajfer[3][4]
- MUDr. Václav Čermák[3][4]

### Rok 2007
Ocenění bylo předáno 23. dubna 2008 v Národním domě na pražském Smíchově.
- Břetislav Dolejší[5]
- Rudolf Kučera[5]
- Dušan Uhrin[5]
- JUDr. Alexander Károlyi[5]

### Rok 2008
Ocenění bylo předáno 15. dubna 2009 v Národním domě na pražském Smíchově.
- Antonín Panenka[6]
- Ladislav Škorpil[6]
- Rudolf Kocek[6]

### Rok 2009
Ocenění bylo předáno 7. dubna 2010 v Národním domě na pražském Smíchově.
- Karel Brückner[2]
- Ivo Viktor[2]
- Rostislav Václavíček[2]

### Rok 2010
Ocenění bylo předáno 20. dubna 2011 v Národním domě na pražském Smíchově.
- Karol Dobiaš[7]
- Ivan Kopecký[7]
- Karel Malina[7]

### Rok 2011
Ocenění bylo předáno 27. dubna 2012 v Hotelu Praha v pražských Dejvicích.
- Jan Brumovský[8]
- Josef Kořínek[8]
- Otakar Dolejš[8]

### Rok 2012
Udělení ocenění dekorovaným proběhlo 16. dubna 2013.
- Karel Jarůšek
- František Štambachr
- Jiří Stiegler

### Rok 2013
Dekorování oceněných proběhlo 1. dubna 2014.
- JUDr. Zdeněk Nehoda
- Ing. Stanislav Gajdušek
- Eva Haniaková
- JUDr. Jan Obst

### Rok 2014
Ocenění v pražském Břevnovském klášteře 5. května 2015 převzali:
- Přemysl Bičovský
- Josef Pouček
- Vladimír Táborský

### Rok 2015
Ceny byly uděleny 9. května 2016.
- JUDr. František Cipro
- Jaroslava Rinnerová-Poláčková
- František Sahula

### Rok 2016
Ocenění v pražském Břevnovském klášteře 19. dubna 2017 převzali:
- Karel Kroupa
- Otto Beichel
- MUDr. Petr Krejčí

### Rok 2017
Ocenění v pražském Břevnovském klášteře 2. května 2018 převzali:
- JUDr. Jiří Daněk
- Oldřich Rott
- Ing. Dušan Žovinec

### Rok 2018
Ocenění v pražském Břevnovském klášteře 2. dubna 2019 převzali:
- Rostislav Vojáček
- Jaroslav Dudl
- Václav Boreček
- Karel Zuska

### Rok 2019
Slavnostní udílení cen (původně plánováno na 5. května 2020) se s ohledem na opatření související s nákazou covidem-19 neuskutečnilo.
- Milan Máčala
- Zdeněk Pavlis
- František Plass

### Rok 2020
Udílení se uskutečnilo 7. září 2021 v Praze.
- Jaroslav Kolář
- František Komňacký
- Zdeněk Rygel

### Rok 2021
Ocenění v pražském Žofíně 6. září 2022 převzali:
- Miroslav Koubek
- Ivan Grégr
- Josef Konta